# Finis terræ
Pour plus de détails, voir Fiche technique et Distribution.
Finis terræ est un film français réalisé par Jean Epstein, sorti en 1929.

## Synopsis
Sur Bannec, un petit îlot au large d'Ouessant, un jeune goémonier se blesse à la main après une bagarre, accusé du vol d'un couteau. La plaie s'infecte et il est fiévreux.
À Ouessant, les gardiens de phare comprennent qu'il se passe quelque chose à Bannec parce qu'ils voient que les bateaux de pêche ne sortent pas faire leur tournée habituelle. Trois marins emmènent alors le médecin local sur un bateau qui part vers Bannec.
Pendant ce temps, sur l’îlot, le goémonier qui s'était brouillé avec le blessé retrouve son couteau et se réconcilie avec son camarade. Il le transporte alors sur un bateau qu'il doit manœuvrer péniblement à la rame, en raison du manque de vent.
Le temps se gâte, la brume s'installe et le jeune homme est épuisé. Heureusement, il aperçoit le bateau transportant le médecin et le hèle. Celui-ci l'entend, les deux bateaux se rejoignent. Le blessé est ramené chez lui et soigné. Le médecin peut à peine se reposer, car déjà on l'appelle pour une autre intervention.

## Fiche technique
- Titre : Finis terrae
- Réalisation : Jean Epstein
- Scénario : Jean Epstein
- Production : Société générale de films
- Producteur : Serge Sandberg
- Musique : Roch Havet
- Photographie : Barthès, Goesta Kottula, Tulle, Louis Née
- Pays de production : France
- Format : Noir et blanc - Muet
- Genre : Drame maritime
- Durée : 80 minutes
- Date de sortie : 1929

## Distribution
- Jean-Marie Laot : Jean-Marie, un des quatre goémoniers
- Ambroise Rouzic : Ambroise, un des quatre goémoniers
- Malgorn : le gardien de phare
- François Morin : le capitaine du bateau (de secours)
- Pierre : Pierre
- Gibois : Lesenn, médecin
- Habitants de l'île de Bannec et d'Ouessant

## Restauration
Le film a été restauré en 2019 par la Fondation Gaumont GP Archives.
L'Opéra de Lyon Underground a invité en octobre 2022 Vincent Courtois et son quintette à en présenter une projection avec orchestration en direct.